# 富岡村 (新潟県)
富岡村（とみおかむら）は、かつて新潟県佐渡郡にあった村。

## 地理
- 島嶼：佐渡島

## 沿革
- 1889年（明治22年）4月1日 - 町村制施行に伴い加茂郡大川村、羽二生村、両尾村、椎泊村が合併し、富岡村が発足。
- 1896年（明治29年）4月1日 - 郡の統合により佐渡郡に所属[1]。
- 1901年（明治34年）11月1日 - 佐渡郡河崎村、明治村、吾潟村と合併し、河崎村を新設して消滅。